# 官子譜
《官子譜》是中国古代的一部圍棋經典书籍，由過百齡和陶式玉共同撰寫。此書分上、中、下三卷。該書於清朝康熙三十三年（1694年）首刻。官子譜收錄了不少圍棋譜，包括死活、官子等圖勢。